# روزاليا (مغنية)
روزاليا فيلا توبيلا (من مواليد 25 سبتمبر 1993) والمعروفة باسم روزاليا (بالإسبانية: Rosalía) مغنية وكاتبة أغاني إسبانية. اشتهرت بتفسيراتها الحديثة لموسيقى الفلامنكو ، عبرت روزاليا حدود اللغة عدة تعاون مع فنانين مثل ج بالفين وفاريل وليامز وجيمس بليك.

## روابط خارجية
- روزاليا على موقع IMDb (الإنجليزية)
- روزاليا على موقع ميتاكريتيك (الإنجليزية)
- روزاليا على موقع روتن توميتوز (الإنجليزية)
- روزاليا على موقع ألو سيني (الفرنسية)
- روزاليا على موقع ميوزك برينز (الإنجليزية)
- روزاليا على موقع أول موفي (الإنجليزية)
- روزاليا على موقع أول ميوزيك (الإنجليزية)
- روزاليا على موقع ديسكوغز (الإنجليزية)
- روزاليا على موقع قاعدة بيانات الفيلم (الإنجليزية)
- روزاليا على موقع ليتربوكسد (الإنجليزية)